# Воробьёво (Кирилловский район)
Воробьево — деревня в Кирилловском районе Вологодской области.
Входит в состав Алёшинского сельского поселения, с точки зрения административно-территориального деления — в Мигачевский сельсовет.
Расстояние до районного центра Кириллова по автодороге — 30 км, до центра муниципального образования Шиндалово по прямой — 10 км. Ближайшие населённые пункты — Сосуново, Ивицы, Каргач.
По переписи 2002 года население — 15 человек.